# Ping An Insurance
Ping An Insurance — китайский финансовый конгломерат, включающий страховую группу компаний, крупнейшую в мире по состоянию на 2021 год и Ping An Bank. Деятельность группы ведётся по четырём основным направлениям: страхование жизни, страхование имущества, банковские услуги, управление активами, также активно развивает информационные технологии в Китае. Основным регионом деятельности является КНР, включая Гонконг и Макао, однако также представлена в других странах, в частности в США. Количество страховых агентов компании превышает миллион человек, число отделений превышает 5 тысяч, обслуживает 218 млн клиентов.

## История
Ping An Insurance Company была основана 27 мая 1988 года и стала первой акционерной страховой компанией КНР. Через 4 года компания была переименована в Ping An Insurance Company of China и начала расширение деятельности за рубеж. В 1994 году в составе акционеров компании появились зарубежные инвесторы, Morgan Stanley и Goldman Sachs. В октябре 1995 года была основана дочерняя компания по работе с ценными бумагами Ping An Securities. Развитие направлений деятельности, не связанных со страхованием, продолжилось в следующем году покупкой ICBC Pearl River Delta Financial Trust Joint Company, переименованной в Ping An Trust Investment Company. В 2002 году HSBC приобрела 16,8 % акций Ping An, став её крупнейшим акционером. В феврале 2003 года компания была преобразована в финансовую группу, а в декабре того же года дополнила спектр своих услуг банкингом, купив Fujian Asia Bank. В 2004 году группа провела первичное размещение акций на гонконгской фондовой бирже, а через три года — на шанхайской фондовой бирже. В 2006 году был поглощён Shenzhen Commercial Bank, а в 2011 году к нему присоединён Shenzhen Development Bank. В 2012 году была создана платформа Lufax для предоставления финансовых услуг через Интернет.
В 2018 году дочерние компании в области информационных технологий были объединены в компанию OneConnect Financial Technology, в 2019 году её акции были размещены на Нью-Йоркской фондовой бирже; в 2020 году там же были размещены акции другой дочерней компании, Lufax Holdings.

## Руководство
- Ма Минчжэ (Ma Mingzhe[англ.]) — основатель, председатель правления и главный исполнительный директор (CEO) компании. До основания компании в 1988 году был заместителем управляющего China Merchants Shekou Industrial Zone Social Insurance Company. Обладатель докторской степени Чжуннаньского университета экономики и права (Zhongnan University of Economics and Law[англ.])[6].

## Деятельность
Основным направлением деятельности является страхование, на страховые премии в 2020 году пришлось 775 млрд из 1,32 трлн юаней, 187 млрд юаней принесли банковские операции, инвестиционный доход составил 106 млрд, комиссионные и плата за услуги принесли 64 млрд юаней. Страховые выплаты в 2020 году оставили 615 млрд юаней. Активы на конец 2020 года составили 9,52 трлн юаней, из них 2,6 трлн пришлось на выданные кредиты, 3,86 трлн — на инвестиции (в том числе 1,6 трлн гособлигаций). Из пассивов 2,97 трлн составили обязательства по страховым полисам, 2,69 трлн — принятые депозиты.
Подразделения группы:
- Страхование жизни и медицинское страхование — страховые премии в 2020 году составили 504 млрд юаней, чистая прибыль 96 млрд юаней.
- Страхование имущества — страховые премии составили 253 млрд юаней, чистая прибыль 16 млрд юаней; более 80 % приносит автострахование.
- Банкинг — процентный доход составил 187 млрд юаней, чистая прибыль 29 млрд юаней, депозиты 2,7 трлн юаней (из них 86 % корпоративные депозиты), выданные кредиты 2,61 трлн юаней.
- Управление активами — чистая прибыль от трастовых и брокерских услуг составила 12 млрд юаней, размер активов в трастовых фондах на 2020 год составил 391 млрд юаней.
- Технологии — работающие в интернете дочерние компании Lufax Holding, OneConnect, Ping An Good Doctor, Autohome, Ping An HealthKonnect; выручка 52 млрд, чистая прибыль 12 млрд юаней[2].

|                     | 2001  | 2002  | 2003  | 2004  | 2005  | 2006  | 2007  | 2008  | 2009  | 2010  | 2011  | 2012  | 2013  | 2014  | 2015  | 2016  | 2017  | 2018  | 2019  | 2020  | 2021   |
| ------------------- | ----- | ----- | ----- | ----- | ----- | ----- | ----- | ----- | ----- | ----- | ----- | ----- | ----- | ----- | ----- | ----- | ----- | ----- | ----- | ----- | ------ |
| Оборот              | 41,83 | 58,75 | 66,62 | 63,19 | 65,00 | 88,20 | 138,2 | 87,66 | 152,8 | 195,8 | 272,2 | 339,2 | 421,2 | 530,0 | 693,2 | 774,5 | 974,6 | 1082  | 1273  | 1321  | 1166   |
| Чистая прибыль      | 2,954 | 2,005 | 2,327 | 3,146 | 4,265 | 8,000 | 19,22 | 1,635 | 14,48 | 17,31 | 19,48 | 20,05 | 28,15 | 39,28 | 54,20 | 62,39 | 110,7 | 107,4 | 149,4 | 159,4 | 101,6  |
| Активы              | 108,7 | 162,6 | 206,0 | 264,4 | 319,7 | 494,4 | 692,2 | 704,6 | 935,7 | 1172  | 2285  | 2844  | 3360  | 4006  | 4765  | 5577  | 6493  | 7143  | 8223  | 9528  | 10 142 |
| Собственный капитал | 5,372 | 11,80 | 13,29 | 28,63 | 33,52 | 47,75 | 113,9 | 67,16 | 91,74 | 116,9 | 171,3 | 209,6 | 239,7 | 353,8 | 413,6 | 486,5 | 587,9 | 683,6 | 852,4 | 987,9 | 812,4  |

По итогам 2021 года чистая прибыль Ping An Insurance Group сократилась на 29 % в годовом исчислении и составила 101,62 млрд юаней (16 млрд долл. США); операционная прибыль, приходящаяся на долю акционеров материнской компании, выросла на 6,1 % в годовом исчислении и составила 147,96 млрд юаней; рентабельность собственного капитала (ROE) компании достигла 18,9 %.

## Фондовый рынок
С 24 июня 2004 года Ping An котируется на Гонконгской фондовой бирже (дочерняя компания Hong Kong Exchanges and Clearing) как SEHK 2318 Архивная копия от 27 июня 2021 на Wayback Machine. С 1 марта 2007 года он котируется на Шанхайской фондовой бирже под номером SST 601318 Архивная копия от 27 июня 2021 на Wayback Machine.
Ping An был выбран в качестве индексной акции Hang Seng China Enterprises Index (HSCEI), заменив Anhui Expressway в 2004 году.
Компания Hang Seng Index Services объявила 11 мая 2007 года, что Ping An присоединится к акции Hang Seng Index с 4 июня 2007 года.

## Дочерние компании
Страхование
- Ping An Life
- Ping An Property & Casualty
- Ping An Annuity
- Ping An Health
- Ping An Hong Kong

Банкинг
- Ping An Bank

Управление активами
- Ping An Trust
- Ping An Securities
- Ping An Asset Management
- Ping An Overseas Holdings

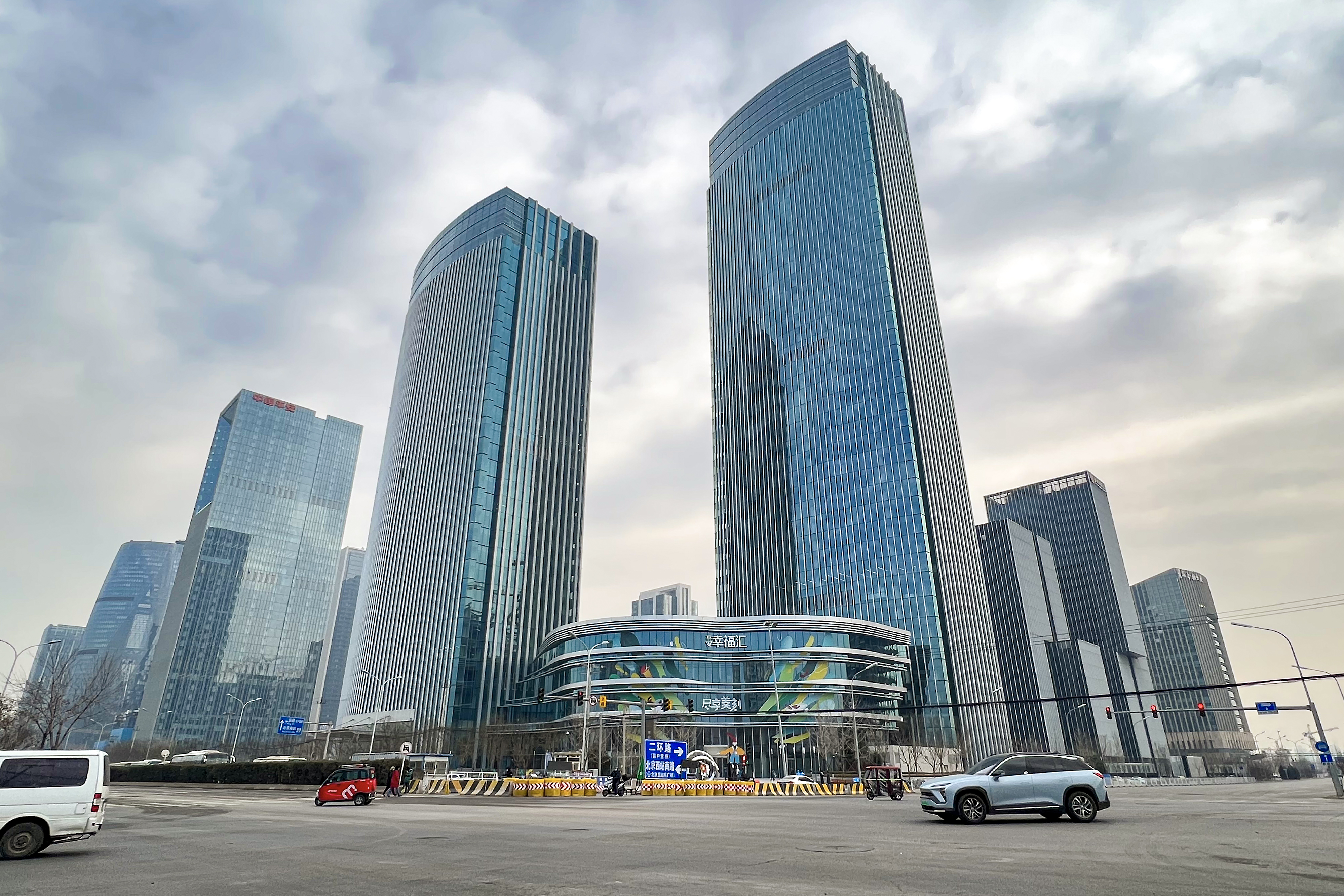
Ping An Fortune Center (Пекин)

- Ping An Asset Management (Hong Kong)
- Ping An-UOB Fund
- Ping An Financial Leasing

## Акционеры
На конец 2016 года группа Ping An Insurance выпустила 18,28 млрд акций, из них 10,83 млрд A-акций и 7,4 млрд H-акций. Общая численность акционеров превышает 300 тысяч, из них большинство китайские. 32 % акций контролируются Hong Kong Securities Clearing Company Nominees Limited от имени клиентов этой компании, в частности All Gain Trading Limited, Bloom Fortune Group Limited и Business Fortune Holdings Limited, эти же компании, входящие в состав таиландского конгломерата Charoen Pokphand Group Company Limited, владеют существенными пакетами акций и напрямую; в целом Charoen Pokphand принадлежит 9,59 % акций, этот пакет акций был куплен в 2013 году у HSBC, председатель правления этой группы Сопакидж Чеараванонт (Soopakij Chearavanont) и вице-председатель Янь Дзяопинь (Yang Xiaoping) входят в состав совета директоров Ping An Insurance.
Другими значимыми акционерами являются государственные компании Shenzhen Investment Holdings Co., Ltd. (5,27 %), China Securities Finance Corporation Limited (3,79 %) и Central Huijin Asset Management Ltd. (2,65 %), а также Huaxia Life Insurance Co., Ltd. (4,31 %) и Shum Yip Group Limited (1,41 %).